# Кембриджський науковий парк
Кембриджський науковий парк, заснований Триніті-коледжем 1970 року, найстаріший науковий парк Британії. Тут сконцентровано підприємства, пов'язані з наукою та технологіями, що мають тісні зв'язки з сусіднім Кембриджським університетом.
Науковий парк розташований за 3 км на північ від центру Кембриджа, в окрузі Мілтон. Парк обслуговується Кембриджським північним залізничним вокзалом та Кембриджширською керованою автобусною дорогою. Він безпосередньо прилягає до Інноваційного центру Св. Джона та Кембриджського бізнес-парку.

## Історія
Спочатку земля була віддана Трініті-коледжу, коли останній був заснований Генріхом VIII в 1546 році.
Земля використовувалася для землеробства до Другої світової війни, коли вона була реквізована армією США та використана для підготовки автомобілів та танків до Дня Д. Після війни земля залишалася занедбаною до 1970 року, коли за пропозицією Тоні Корнелла та під наглядом сера Джона Бредфілда коледж співпрацював із сером Френсісом Пембертоном із Бідвеллса, щоб переробити її в новий центр для наукових досліджень та інновації.
У 2017 році, після десятиліть бурхливого розширення в Кембриджі, парк призначив свого першого директора та оголосив про великі інвестиції, спрямовані на поліпшення об'єктів та зменшення завантаженості транспорту.

## Визначні компанії
Біомедичні
- Abcam
- Amgen
- Astex
- AstraZeneca
- Bayer
- British American Tobacco
- Dr. Reddy's Laboratories
- Napp Pharmaceuticals
- Royal Society of Chemistry
- Sigma-Aldrich
- Palmer's Garden Centre

Комп'ютерні/телекомунікації
- Arthur D. Little
- Broadcom
- Citrix Systems
- Cryptomathic
- Dassault Systèmes
- DisplayLink
- FlexEnable
- Frontier Developments
- Huawei
- Jagex
- Linguamatics
- Ricardo plc
- Toshiba
- Vix Technology

Промислові технології
- Aveva
- Beko
- Heraeus
- Johnson Matthey
- Philips
- Roku, Inc.
- Xaar plc

Інші
- Cambridge Assessment
- Cambridge Consultants
- Grant Thornton UK LLP
- Signal Processors Ltd
- Worldpay

## Cambridge Fun Run
Кембриджський забіг — це благодійний забіг для дітей з незаможних родин, в якому беруть участь в основному співробітники підприємств, розташованих в Науковому парку і навколо нього. Він проводиться кожного листопада з 1989 року. Учасники змагаються в командах з чотирьох чоловік, деякі в костюмах, біжать або одне коло одного (як група), або чотири кола (як естафета) по кільцевій дорозі наукового парку довжиною 1,8 км (1,1 милі). Найшвидших бігунів нагороджують перед будівлею Cambridge Consultants.

## Галерея

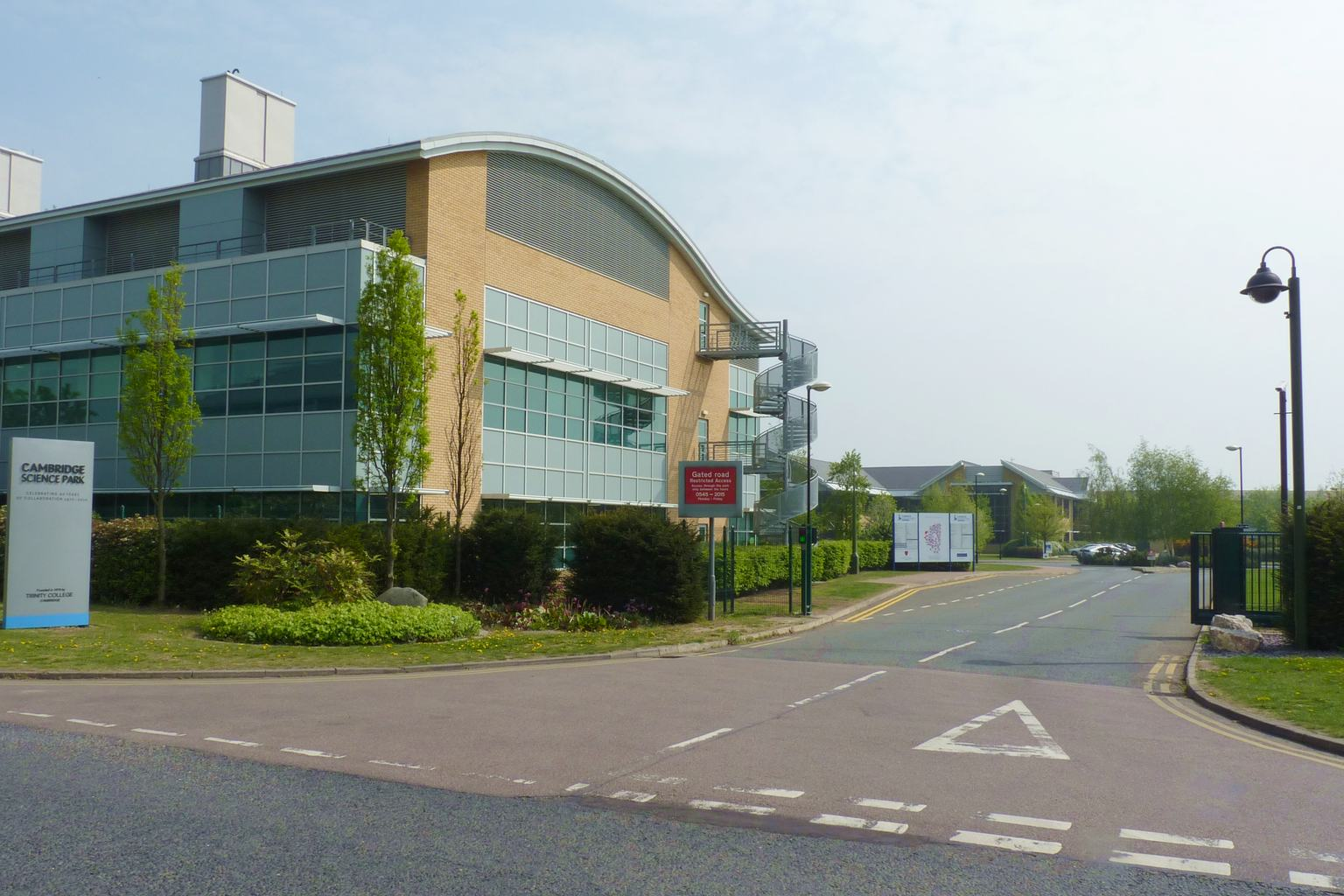
Зворотний вхід
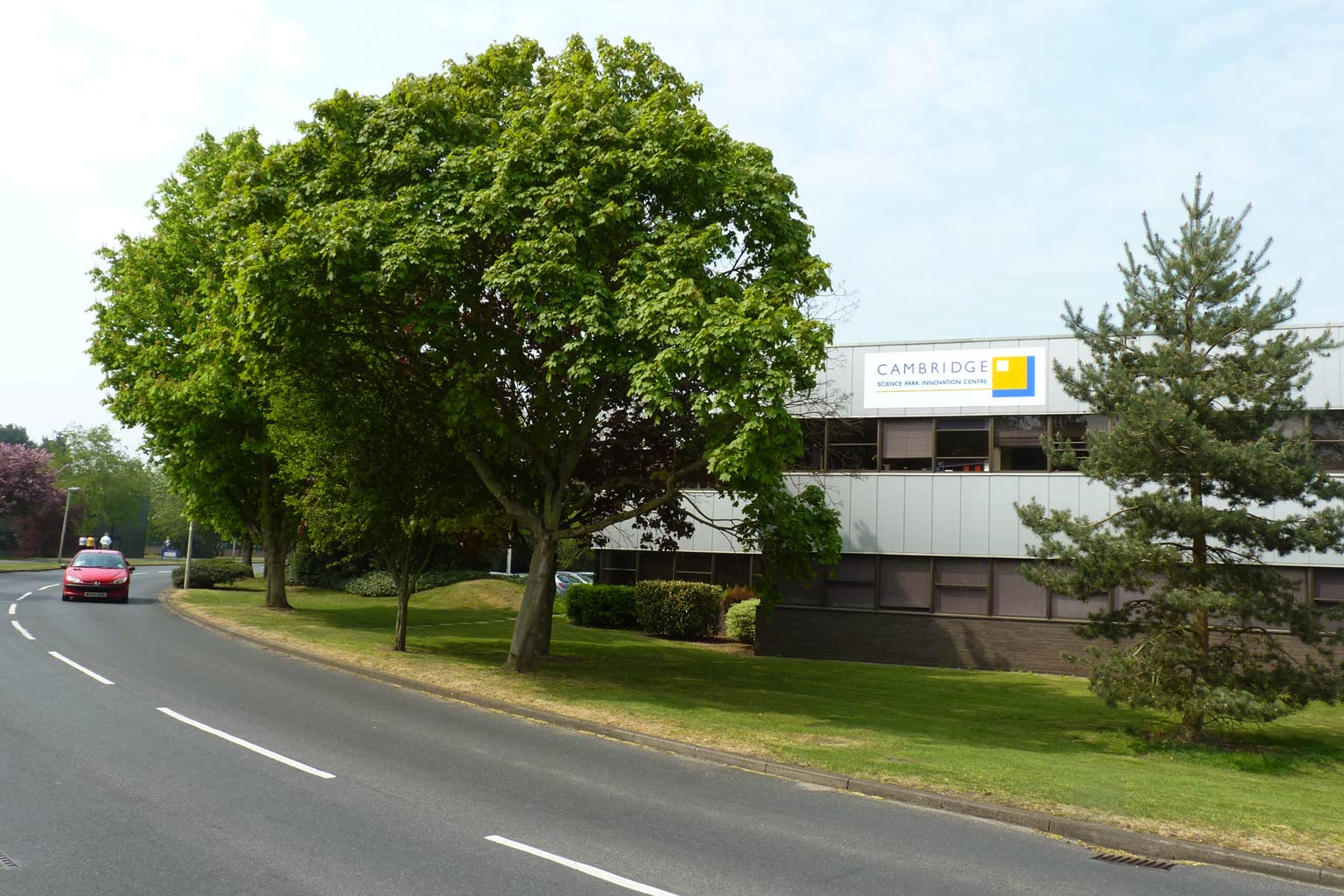
Інноваційний центр
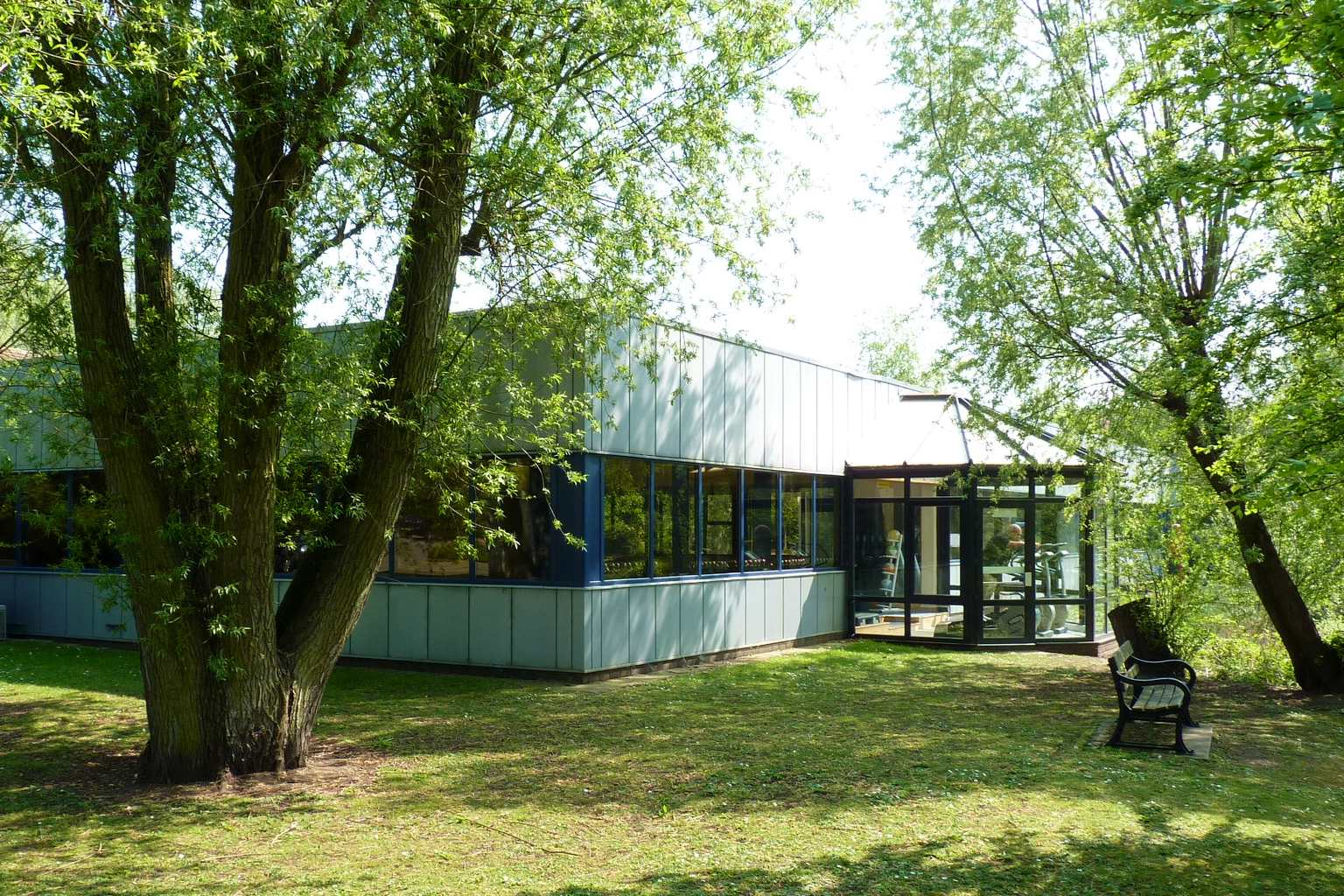
Клуб здоров'я та фітнесу
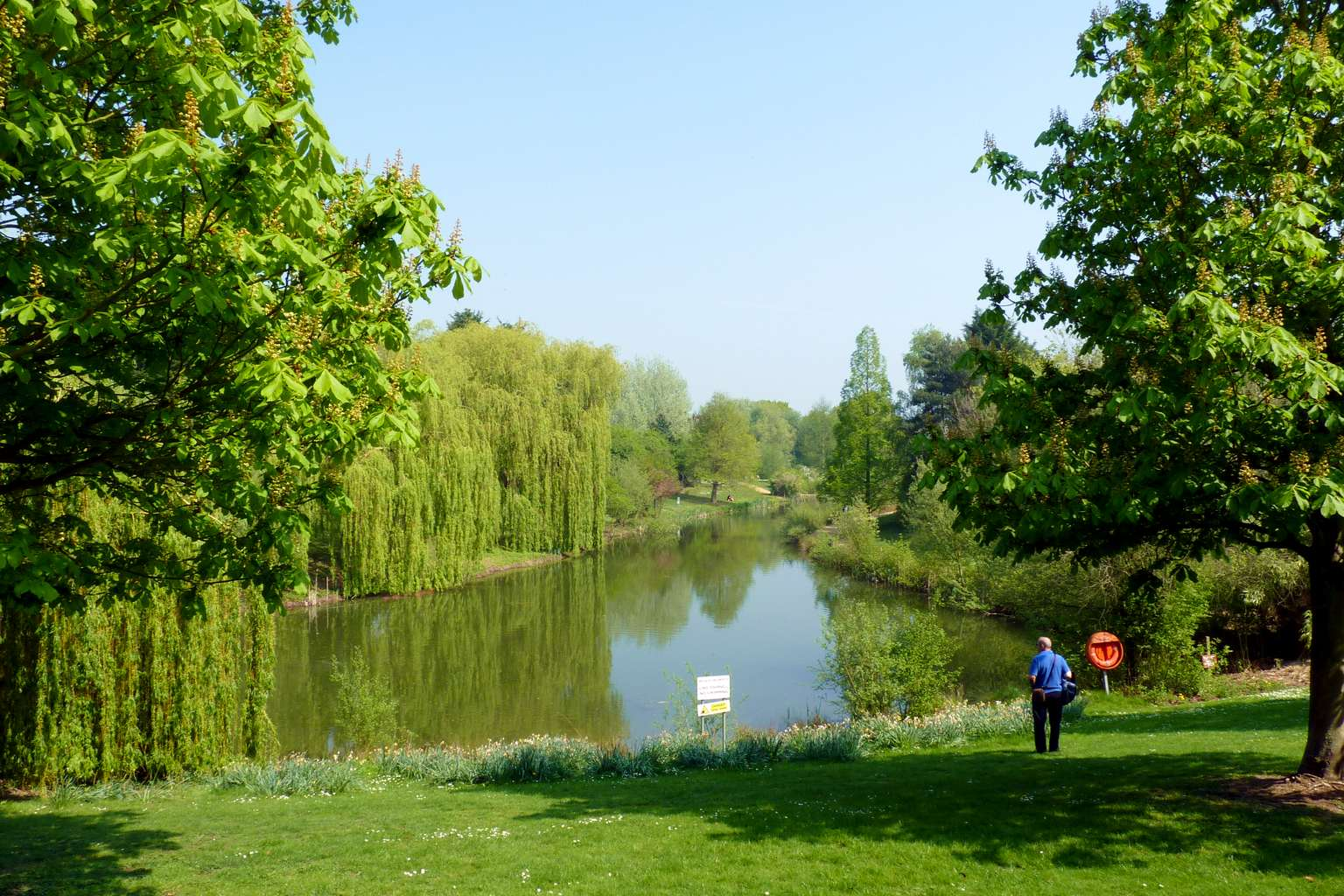
Північно-східний ставок